# Acalypha riedeliana
Acalypha riedeliana é uma espécie de flor do gênero Acalypha, pertencente à família Euphorbiaceae.